# Tabelle von Ableitungs- und Stammfunktionen
Diese Tabelle von Ableitungs- und Stammfunktionen (Integraltafel) gibt eine Übersicht über Ableitungsfunktionen und Stammfunktionen, die in der Differential- und Integralrechnung benötigt werden.

## Tabelle einfacher Ableitungs- und Stammfunktionen (Grundintegrale)
Diese Tabelle ist zweispaltig aufgebaut. In der linken Spalte steht eine Funktion, in der rechten Spalte eine Stammfunktion dieser Funktion. Die Funktion in der linken Spalte ist somit die Ableitung der Funktion in der rechten Spalte.
Hinweise:
- Wenn {\displaystyle F} eine Stammfunktion von {\displaystyle f} ist und {\displaystyle C} eine beliebige reelle Zahl (Konstante), dann ist auch {\displaystyle F(x)+C} eine Stammfunktion von {\displaystyle f}. Zum Beispiel ist auch {\displaystyle F(x)={\tfrac {1}{2}}x^{2}+5} eine Stammfunktion von {\displaystyle f(x)=x}. Ist der Definitionsbereich von {\displaystyle f} ein Intervall, so erhält man auf diese Art alle Stammfunktionen. Besteht der Definitionsbereich von {\displaystyle f} aus mehreren Intervallen, so kann die additive Konstante auf jedem der Intervalle getrennt gewählt werden. Die additive Konstante {\displaystyle C} wird aus Gründen der Übersichtlichkeit in der Tabelle nicht aufgeführt.
- Weiterhin gilt: Falls {\displaystyle F(x)} eine Stammfunktion von {\displaystyle f(x)} ist, so ist aufgrund der Linearität des Integrals {\displaystyle a\cdot F(x)} eine Stammfunktion von {\displaystyle a\cdot f(x)}.
- Ebenso gilt: Sind {\displaystyle F(x)} und {\displaystyle G(x)} Stammfunktionen von {\displaystyle f(x)} und {\displaystyle g(x)}, so ist {\displaystyle F(x)+G(x)} eine Stammfunktion von {\displaystyle f(x)+g(x)}.

### Potenz- und Wurzelfunktionen
| Funktion {\displaystyle f(x)}                         | Stammfunktion {\displaystyle F(x)}                                                                                         |
| ----------------------------------------------------- | --- |
| {\displaystyle 0}                                     | {\displaystyle 0} |
| {\displaystyle k\quad (k\in \mathbb {R} )}            | {\displaystyle kx} |
| {\displaystyle x^{n}}                                 | {\displaystyle {\begin{cases}{\frac {1}{n+1}}x^{n+1},&{\text{wenn }}n\neq -1,\\\ln \|x\|,&{\text{wenn }}n=-1.\end{cases}}} |
| {\displaystyle nx^{n-1}}                              | {\displaystyle x^{n}} |
| {\displaystyle x}                                     | {\displaystyle {\tfrac {1}{2}}x^{2}}                                                                                       |
| {\displaystyle 2x}                                    | {\displaystyle x^{2}} |
| {\displaystyle x^{2}}                                 | {\displaystyle {\tfrac {1}{3}}x^{3}}                                                                                       |
| {\displaystyle 3x^{2}}                                | {\displaystyle x^{3}} |
| {\displaystyle {\sqrt {x}}}                           | {\displaystyle {\tfrac {2}{3}}x^{\tfrac {3}{2}}}                                                                           |
| {\displaystyle {\sqrt[{n}]{x}}}                       | {\displaystyle {\frac {n}{n+1}}({\sqrt[{n}]{x}})^{n+1}\quad (n\neq -1)}                                                    |
| {\displaystyle {\frac {1}{\sqrt {x}}}}                | {\displaystyle 2{\sqrt {x}}}                                                                                               |
| {\displaystyle {\frac {1}{n({\sqrt[{n}]{x^{n-1}}})}}} | {\displaystyle {\sqrt[{n}]{x}}}                                                                                            |
| {\displaystyle -{\frac {2}{x^{3}}}}                   | {\displaystyle {\frac {1}{x^{2}}}}                                                                                         |
| {\displaystyle -{\frac {1}{x^{2}}}}                   | {\displaystyle {\frac {1}{x}}}                                                                                             |

### Exponential- und Logarithmusfunktionen
| Funktion {\displaystyle f(x)}                                                | Stammfunktion {\displaystyle F(x)}                                                       |
| ---------------------------------------------------------------------------- | ---------------------------------------------------------------------------------------- |
| {\displaystyle \mathrm {e} ^{x}}                                             | {\displaystyle \mathrm {e} ^{x}}                                                         |
| {\displaystyle \mathrm {e} ^{kx}}                                            | {\displaystyle {\frac {1}{k}}\mathrm {e} ^{kx}}                                          |
| {\displaystyle a^{x}\ln a\quad (a>0)}                                        | {\displaystyle a^{x}}                                                                    |
| {\displaystyle a^{x}}                                                        | {\displaystyle {\frac {a^{x}}{\ln a}}}                                                   |
| {\displaystyle x^{x}(1+\ln(x))}                                              | {\displaystyle x^{x}\quad (x>0)}                                                         |
| {\displaystyle \mathrm {e} ^{x\ln \left\|x\right\|}(\ln \left\|x\right\|+1)} | {\displaystyle \left\|x\right\|^{x}=\mathrm {e} ^{x\ln \left\|x\right\|}\quad (x\neq 0)} |
| {\displaystyle {\frac {1}{x}}}                                               | {\displaystyle \ln \left\|x\right\|}                                                     |
| {\displaystyle \ln x}                                                        | {\displaystyle x\ln(x)-x}                                                                |
| {\displaystyle x^{n}\ln x}                                                   | {\displaystyle {\frac {x^{n+1}}{n+1}}\left(\ln x-{\frac {1}{n+1}}\right)\quad (n\geq 0)} |
| {\displaystyle u'(x)\ln u(x)}                                                | {\displaystyle u(x)\ln u(x)-u(x)}                                                        |
| {\displaystyle {\frac {1}{x}}\ln ^{n}x\quad (n\neq -1)}                      | {\displaystyle {\frac {1}{n+1}}\ln ^{n+1}x}                                              |
| {\displaystyle {\frac {1}{x}}\ln {x^{n}}\quad (n\neq 0)}                     | {\displaystyle {\frac {1}{2n}}\ln ^{2}{x^{n}}={\frac {n}{2}}\ln ^{2}x}                   |
| {\displaystyle {\frac {1}{x}}{\frac {1}{\ln a}}}                             | {\displaystyle \log _{a}x}                                                               |
| {\displaystyle {\frac {1}{x\ln x}}}                                          | {\displaystyle \ln \left\|\ln x\right\|\quad (x>0,x\neq 1)}                              |
| {\displaystyle \log _{a}x}                                                   | {\displaystyle {\frac {1}{\ln a}}(x\ln x-x)}                                             |

Anmerkung:
1. ↑  Sonderfall von {\displaystyle x^{n}} für {\displaystyle n=-1}, siehe oben in „Potenz- und Wurzelfunktionen“

## Trigonometrische Funktionen und Hyperbelfunktionen

### Trigonometrische Funktionen
| Funktion {\displaystyle f(x)}                                                  | Stammfunktion {\displaystyle F(x)}                                                                           |
| ------------------------------------------------------------------------------ | --- |
| {\displaystyle \sin(x)}                                                        | {\displaystyle -\cos(x)}                                                                                     |
| {\displaystyle \cos(x)}                                                        | {\displaystyle \sin(x)}                                                                                      |
| {\displaystyle \tan(x)=\sin(x)/\cos(x)}                                        | {\displaystyle \ln {\bigl [}\sec(x){\bigr ]}}                                                                |
| {\displaystyle \cot(x)=\cos(x)/\sin(x)}                                        | {\displaystyle -\ln {\bigl [}\csc(x){\bigr ]}}                                                               |
| {\displaystyle \sec(x)=1/\cos(x)}                                              | {\displaystyle \operatorname {artanh} {\bigl [}\sin(x){\bigr ]}}                                             |
| {\displaystyle \csc(x)=1/\sin(x)}                                              | {\displaystyle -\operatorname {artanh} {\bigl [}\cos(x){\bigr ]}}                                            |
| {\displaystyle \operatorname {sec} ^{2}(x)=1+\tan ^{2}(x)}                     | {\displaystyle \tan(x)}                                                                                      |
| {\displaystyle -\operatorname {csc} ^{2}(x)=-{\bigl [}1+\cot ^{2}(x){\bigr ]}} | {\displaystyle \cot(x)}                                                                                      |
| {\displaystyle \sin ^{2}(x)}                                                   | {\displaystyle {\tfrac {1}{2}}{\bigl [}x-\sin(x)\cos(x){\bigr ]}={\tfrac {1}{2}}x-{\tfrac {1}{4}}\sin(2x)}   |
| {\displaystyle \cos ^{2}(x)}                                                   | {\displaystyle {\tfrac {1}{2}}{\bigl [}x+\sin(x)\cos(x){\bigr ]}={\tfrac {1}{2}}x+{\tfrac {1}{4}}\sin(2x)}   |
| {\displaystyle \sin(kx)\cdot \cos(kx)}                                         | {\displaystyle -{\frac {1}{4k}}\cos(2kx)}                                                                    |
| {\displaystyle \sin(kx)\cdot \cos(kx)}                                         | {\displaystyle {\frac {1}{2k}}\sin ^{2}(kx)}                                                                 |
| {\displaystyle {\frac {\sin(ax)}{\exp(bx)}}}                                   | {\displaystyle {\frac {a\exp(bx)-a\cos(ax)-b\sin(ax)}{(a^{2}+b^{2})\exp(bx)}}}                               |
| {\displaystyle {\frac {\cos(ax)}{\exp(bx)}}}                                   | {\displaystyle {\frac {a\sin(ax)-b\cos(ax)+b\exp(bx)}{(a^{2}+b^{2})\exp(bx)}}}                               |
| {\displaystyle \arcsin x}                                                      | {\displaystyle x\arcsin x+{\sqrt {1-x^{2}}}}                                                                 |
| {\displaystyle \arccos x}                                                      | {\displaystyle x\arccos x-{\sqrt {1-x^{2}}}}                                                                 |
| {\displaystyle \arctan x}                                                      | {\displaystyle x\arctan x-{\tfrac {1}{2}}\ln \left(1+x^{2}\right)}                                           |
| {\displaystyle \operatorname {arccot} x}                                       | {\displaystyle x\operatorname {arccot} x+{\tfrac {1}{2}}\ln \left(1+x^{2}\right)}                            |
| {\displaystyle {\frac {1}{\sqrt {1-x^{2}}}}}                                   | {\displaystyle \arcsin x}                                                                                    |
| {\displaystyle {\frac {-1}{\sqrt {1-x^{2}}}}}                                  | {\displaystyle \arccos x}                                                                                    |
| {\displaystyle {\frac {1}{x^{2}+1}}}                                           | {\displaystyle \arctan x}                                                                                    |
| {\displaystyle -{\frac {1}{x^{2}+1}}}                                          | {\displaystyle \operatorname {arccot} x}                                                                     |
| {\displaystyle {\frac {x^{2}}{x^{2}+1}}}                                       | {\displaystyle x-\arctan x}                                                                                  |
| {\displaystyle {\frac {1}{(x^{2}+1)^{2}}}}                                     | {\displaystyle {\frac {1}{2}}\left({\frac {x}{x^{2}+1}}+\arctan x\right)}                                    |
| {\displaystyle {\sqrt {a^{2}-x^{2}}}}                                          | {\displaystyle {\frac {a^{2}}{2}}\arcsin \left({\frac {x}{a}}\right)+{\frac {x}{2}}{\sqrt {a^{2}-x^{2}}}}    |
| {\displaystyle {\frac {1}{ax^{2}+bx+c}}}                                       | {\displaystyle {\frac {2}{\sqrt {4ac-b^{2}}}}\arctan {\biggl (}{\frac {2ax+b}{\sqrt {4ac-b^{2}}}}{\biggr )}} |

### Hyperbelfunktionen
| Funktion {\displaystyle f(x)}                                  | Stammfunktion {\displaystyle F(x)}                                                                                       |
| -------------------------------------------------------------- | --- |
| {\displaystyle \sinh(x)}                                       | {\displaystyle \cosh(x)}                                                                                                 |
| {\displaystyle \cosh(x)}                                       | {\displaystyle \sinh(x)}                                                                                                 |
| {\displaystyle \tanh(x)}                                       | {\displaystyle \ln {\bigl [}\cosh(x){\bigr ]}}                                                                           |
| {\displaystyle \coth(x)}                                       | {\displaystyle \ln \|{\sinh(x)}\|}                                                                                       |
| {\displaystyle \operatorname {sech} (x)}                       | {\displaystyle \operatorname {gd} (x)=\arctan {\bigl [}\sinh(x){\bigr ]}}                                                |
| {\displaystyle \operatorname {csch} (x)}                       | {\displaystyle -\operatorname {arcoth} {\bigl [}\cosh(x){\bigr ]}}                                                       |
| {\displaystyle {\frac {1}{\cosh ^{2}x}}=1-\tanh ^{2}x}         | {\displaystyle \tanh x}                                                                                                  |
| {\displaystyle {\frac {-1}{\sinh ^{2}x}}=1-\coth ^{2}x}        | {\displaystyle \coth x}                                                                                                  |
| {\displaystyle \operatorname {arsinh} x}                       | {\displaystyle x\operatorname {arsinh} x-{\sqrt {x^{2}+1}}}                                                              |
| {\displaystyle \operatorname {arcosh} x}                       | {\displaystyle x\operatorname {arcosh} x-{\sqrt {x^{2}-1}}}                                                              |
| {\displaystyle \operatorname {artanh} x}                       | {\displaystyle x\operatorname {artanh} x+{\frac {1}{2}}\ln {\left(1-x^{2}\right)}}                                       |
| {\displaystyle \operatorname {arcoth} x}                       | {\displaystyle x\operatorname {arcoth} x+{\frac {1}{2}}\ln {\left(x^{2}-1\right)}}                                       |
| {\displaystyle {\frac {1}{\sqrt {x^{2}+1}}}}                   | {\displaystyle \operatorname {arsinh} x}                                                                                 |
| {\displaystyle {\frac {1}{\sqrt {x^{2}-1}}}\quad (x>1)}        | {\displaystyle \operatorname {arcosh} x}                                                                                 |
| {\displaystyle {\sqrt {a^{2}+x^{2}}}}                          | {\displaystyle {\frac {a^{2}}{2}}\operatorname {arsinh} \left({\frac {x}{a}}\right)+{\frac {x}{2}}{\sqrt {a^{2}+x^{2}}}} |
| {\displaystyle {\frac {1}{\sqrt {ax^{2}+bx+c}}}}               | {\displaystyle {\frac {1}{\sqrt {a}}}\operatorname {arsinh} {\biggl (}{\frac {2ax+b}{\sqrt {4ac-b^{2}}}}{\biggr )}}      |
| {\displaystyle {\frac {1}{1-x^{2}}}\quad (\left\|x\right\|<1)} | {\displaystyle \operatorname {artanh} x}                                                                                 |
| {\displaystyle {\frac {1}{1-x^{2}}}\quad (\left\|x\right\|>1)} | {\displaystyle \operatorname {arcoth} x}                                                                                 |

## Elliptische Funktionen und elliptische Integrale
Viele Stammfunktionen von algebraischen Funktionen können nicht elementar dargestellt werden. Für die Darstellung von den Stammfunktionen dieser algebraischen Funktionen genügen für die Darstellung nicht die Kreisbogenmaßfunktionen, die Hyperbelflächenmaßfunktionen, die Logarithmen und die algebraischen Funktionen alleine. Diese nicht elementar darstellbaren Integrale von den genannten algebraischen Funktionen werden elliptische Integrale genannt. Ihre Umkehrfunktionen werden als elliptische Funktionen bezeichnet. Diejenigen elliptischen Integrale, welche den Definitionsbereich der betroffenen algebraischen Funktion komplett abschließen, werden vollständige elliptische Integrale genannt. Der Quotient des vollständigen elliptischen Integrals erster Art vom Pythagoräisch komplementären Modul dividiert durch das vollständige elliptische Integral erster Art vom betroffenen Modul selbst wird als reelles Halbperiodenverhältnis oder als reelles Periodenverhältnis bezeichnet. Das elliptische Nomen ist die Exponentialfunktion aus dem negativen Produkt der Kreiszahl und des reellen Periodenverhältnisses. Die Jacobischen Thetafunktionen ordnen das elliptische Nomen den algebraischen Vielfachen von der Quadratwurzel des vollständigen elliptischen Integrals erster Art zu. Ebenso werden diejenigen Funktionen als elliptische Funktionen bezeichnet, welche als algebraische Kombinationen aus den Jacobischen Thetafunktionen hervorgehen.

### Elliptische Stammfunktionen von algebraischen Wurzelfunktionen
| Funktion {\displaystyle f(x)}                                       | Stammfunktion {\displaystyle F(x)} |
| ------------------------------------------------------------------- | --- |
| {\displaystyle {\bigl [}1-k^{2}\sin(x)^{2}{\bigr ]}^{-1/2}}         | {\displaystyle F(x;k)} |
| {\displaystyle {\bigl [}1-k^{2}\sin(x)^{2}{\bigr ]}^{1/2}}          | {\displaystyle E(x;k)} |
| {\displaystyle {\frac {1}{\sqrt {1-x^{4}}}}}                        | {\displaystyle \operatorname {arcsl} (x)={\frac {1}{2}}{\sqrt {2}}\,K{\bigl (}{\frac {1}{2}}{\sqrt {2}}{\bigr )}-{\frac {1}{2}}{\sqrt {2}}\,F{\biggl [}\arccos(x);{\frac {1}{2}}{\sqrt {2}}{\biggr ]}} |
| {\displaystyle {\frac {x^{2}+1}{\sqrt {1-x^{4}}}}}                  | {\displaystyle {\sqrt {2}}\,E{\bigl (}{\frac {1}{2}}{\sqrt {2}}{\bigr )}-{\sqrt {2}}\,E{\biggl [}\arccos(x);{\frac {1}{2}}{\sqrt {2}}{\biggr ]}} |
| {\displaystyle {\frac {x^{2}}{\sqrt {1-x^{4}}}}}                    | {\displaystyle {\frac {1}{\operatorname {arcsl} (x)}}\int _{0}^{1}{\frac {y^{2}+1}{2y^{2}}}{\biggl [}{\text{artanh}}{\bigl (}y^{2}{\bigr )}-{\text{artanh}}{\biggl (}{\frac {{\sqrt {1-x^{4}}}\,y^{2}}{\sqrt {1-x^{4}y^{4}}}}{\biggr )}{\biggr ]}\mathrm {d} y} |
| {\displaystyle {\frac {1}{\sqrt {x^{4}+1}}}}                        | {\displaystyle {\sqrt {2}}\,\operatorname {arcsl} \left[x({\sqrt {x^{4}+1}}+1)^{-1/2}\right]} |
| {\displaystyle {\frac {1}{\sqrt {1-x^{6}}}}}                        | {\displaystyle {\frac {1}{6}}{\sqrt[{4}]{27}}\,F{\biggl [}2\arctan {\biggl (}{\frac {{\sqrt[{4}]{3}}\,x}{\sqrt {1-x^{2}}}}{\biggr )};\sin {\bigl (}{\frac {\pi }{12}}{\bigr )}{\biggr ]}} |
| {\displaystyle {\frac {1}{\sqrt {x^{6}+1}}}}                        | {\displaystyle {\frac {1}{6}}{\sqrt[{4}]{27}}\,F{\biggl [}2\arctan {\biggl (}{\frac {{\sqrt[{4}]{3}}\,x}{\sqrt {x^{2}+1}}}{\biggr )};\cos {\bigl (}{\frac {\pi }{12}}{\bigr )}{\biggr ]}} |
| {\displaystyle {\frac {1-x^{2}}{\sqrt {x^{8}+1}}}}                  | {\displaystyle {\frac {1}{2}}\sec \left({\frac {\pi }{8}}\right)F\left\{\arcsin \left[{\frac {2\cos(\pi /8)x}{x^{2}+1}}\right];\tan \left({\frac {\pi }{8}}\right)\right\}} |
| {\displaystyle {\frac {x^{2}+1}{\sqrt {x^{8}+1}}}}                  | {\displaystyle {\frac {1}{2}}\sec \left({\frac {\pi }{8}}\right)F\left\{2\arctan \left[{\frac {2\cos(\pi /8)x}{{\sqrt {x^{4}+{\sqrt {2}}x^{2}+1}}-x^{2}+1}}\right];2{\sqrt[{4}]{2}}\sin \left({\frac {\pi }{8}}\right)\right\}} |
| {\displaystyle {\frac {1-({\sqrt {2}}+1)\,x^{2}}{\sqrt {1-x^{8}}}}} | {\displaystyle F{\biggl [}\arcsin {\biggl (}{\frac {x{\sqrt {1-x^{2}}}}{\sqrt {1+x^{2}}}}{\biggr )};\tan {\bigl (}{\frac {\pi }{8}}{\bigr )}{\biggr ]}} |
| {\displaystyle {\frac {({\sqrt {2}}+1)\,x^{2}+1}{\sqrt {1-x^{8}}}}} | {\displaystyle F{\biggl [}\arctan {\biggl (}{\frac {x{\sqrt {1+x^{2}}}}{\sqrt {1-x^{2}}}}{\biggr )};2{\sqrt[{4}]{2}}\sin {\bigl (}{\frac {\pi }{8}}{\bigr )}{\biggr ]}} |
| {\displaystyle {\frac {1}{\sqrt[{4}]{(ax^{2}+bx+c)^{3}}}}}          | {\displaystyle {\frac {2{\sqrt {2}}}{\sqrt[{4}]{4a^{2}c-ab^{2}}}}\operatorname {arcsl} \left[{\frac {2ax+b}{{\sqrt {4a(ax^{2}+bx+c)}}+{\sqrt {4ac-b^{2}}}}}\right]} |
| {\displaystyle {\frac {1}{\sqrt {(x^{2}+2vx+1)(x^{2}+2wx+1)}}}}     | {\displaystyle {\sqrt {2}}\,{\bigl [}{\sqrt {(1-v^{2})(1-w^{2})}}-v\,w+1{\bigr ]}^{-1/2}\times } {\displaystyle \times F{\biggl \{}\arcsin {\biggl [}{\tfrac {{\sqrt {1-w^{2}}}(x+v)+{\sqrt {1-v^{2}}}(x+w)}{{\sqrt {1-w^{2}}}{\sqrt {x^{2}+2vx+1}}+{\sqrt {1-v^{2}}}{\sqrt {x^{2}+2wx+1}}}}{\biggr ]};{\tfrac {v-w}{{\sqrt {(1-v^{2})(1-w^{2})}}-v\,w+1}}{\biggr \}}} |

### Vollständige Elliptische Integrale
| Funktion {\displaystyle f(x)}                               | Stammfunktion {\displaystyle F(x)} |
| ----------------------------------------------------------- | --- |
| {\displaystyle {\frac {1}{x(1-x^{2})}}[E(x)-(1-x^{2})K(x)]} | {\displaystyle K(x)=\int _{0}^{\pi /2}{\frac {1}{\sqrt {1-x^{2}\sin(y)^{2}}}}\,\mathrm {d} y={\frac {\pi }{2}}\sum _{n=0}^{\infty }{\frac {\operatorname {CBC} (n)^{2}}{16^{n}}}x^{2n}} |
| {\displaystyle {\frac {1}{x}}[E(x)-K(x)]}                   | {\displaystyle E(x)=\int _{0}^{\pi /2}{\sqrt {1-x^{2}\sin(y)^{2}}}\,\mathrm {d} y={\frac {\pi }{2}}\sum _{n=0}^{\infty }{\frac {\operatorname {CBC} (n)^{2}}{16^{n}(1-2n)}}x^{2n}}      |
| {\displaystyle K(x)}                                        | {\displaystyle \int _{0}^{1}{\frac {\arcsin(xy)}{y{\sqrt {1-y^{2}}}}}\,\mathrm {d} y}                                                                                                   |
| {\displaystyle E(x)}                                        | {\displaystyle \int _{0}^{1}\left[{\frac {\arcsin(xy)}{2y{\sqrt {1-y^{2}}}}}+{\frac {x{\sqrt {1-x^{2}y^{2}}}}{2{\sqrt {1-y^{2}}}}}\right]\,\mathrm {d} y}                               |
| {\displaystyle K(x^{2})}                                    | {\displaystyle \int _{0}^{1}{\frac {2\operatorname {arcsl} (xy)}{\sqrt {1-y^{4}}}}\,\mathrm {d} y}                                                                                      |
| {\displaystyle E(x^{2})}                                    | {\displaystyle \int _{0}^{1}{\frac {4\operatorname {arcsl} (xy)}{3{\sqrt {1-y^{4}}}}}+{\frac {2xy{\sqrt {1-x^{4}y^{4}}}}{3{\sqrt {1-y^{4}}}}}\,\mathrm {d} y}                           |
| {\displaystyle {\frac {\pi ^{2}q(x)}{2x(1-x^{2})K(x)^{2}}}} | {\displaystyle q(x)=\exp {\bigl [}-\pi \,K({\sqrt {1-x^{2}}})/K(x){\bigr ]}} |

### Amplitudenfunktionen und lemniskatische Funktionen
| Funktion {\displaystyle f(x)}                                                                                  | Stammfunktion {\displaystyle F(x)}                                                                          |
| --- | --- |
| {\displaystyle \operatorname {sl} (x)}                                                                         | {\displaystyle -\arctan[\operatorname {cl} (x)]}                                                            |
| {\displaystyle \operatorname {cl} (x)}                                                                         | {\displaystyle \arctan[\operatorname {sl} (x)]}                                                             |
| {\displaystyle \operatorname {sn} (x;k)=\sin {\bigl [}\operatorname {am} (x;k){\bigr ]}}                       | {\displaystyle -{\frac {1}{k}}\operatorname {artanh} [k\,\operatorname {cd} (x;k)]}                         |
| {\displaystyle \operatorname {cn} (x;k)=\cos {\bigl [}\operatorname {am} (x;k){\bigr ]}}                       | {\displaystyle {\frac {1}{k}}\operatorname {arcsin} [k\,\operatorname {sn} (x;k)]}                          |
| {\displaystyle \operatorname {dn} (x;k)}                                                                       | {\displaystyle \operatorname {am} (x;k)}                                                                    |
| {\displaystyle \operatorname {cn} (x;k)\operatorname {dn} (x;k)}                                               | {\displaystyle \operatorname {sn} (x;k)}                                                                    |
| {\displaystyle -\operatorname {sn} (x;k)\operatorname {dn} (x;k)}                                              | {\displaystyle \operatorname {cn} (x;k)}                                                                    |
| {\displaystyle -k^{2}\operatorname {sn} (x;k)\operatorname {cn} (x;k)}                                         | {\displaystyle \operatorname {dn} (x;k)}                                                                    |
| {\displaystyle \operatorname {zn} (x;k)=E{\bigl [}\operatorname {am} (x;k);k{\bigr ]}-{\frac {E(k)\,x}{K(k)}}} | {\displaystyle \ln {\bigl \{}\vartheta _{01}{\bigl [}{\frac {\pi }{2}}\,K(k)^{-1}x;q(k){\bigr ]}{\bigr \}}} |

### Jacobische Thetafunktionen
| Funktion {\displaystyle f(x)} | Stammfunktion {\displaystyle F(x)}                                                                 |
| --- | -------------------------------------------------------------------------------------------------- |
| {\displaystyle {\frac {1}{2\pi x}}\vartheta _{10}(x)\vartheta _{00}(x)^{2}E\left[{\frac {\vartheta _{10}(x)^{2}}{\vartheta _{00}(x)^{2}}}\right]} | {\displaystyle \vartheta _{10}(x)}                                                                 |
| {\displaystyle \vartheta _{00}(x)[\vartheta _{00}(x)^{2}+\vartheta _{01}(x)^{2}]\times } {\displaystyle \times \left\{{\frac {1}{2\pi x}}E\left[{\frac {\vartheta _{00}(x)^{2}-\vartheta _{01}(x)^{2}}{\vartheta _{00}(x)^{2}+\vartheta _{01}(x)^{2}}}\right]-{\frac {\vartheta _{01}(x)^{2}}{4x}}\right\}} | {\displaystyle \vartheta _{00}(x)}                                                                 |
| {\displaystyle \vartheta _{01}(x)[\vartheta _{00}(x)^{2}+\vartheta _{01}(x)^{2}]\times } {\displaystyle \times \left\{{\frac {1}{2\pi x}}E\left[{\frac {\vartheta _{00}(x)^{2}-\vartheta _{01}(x)^{2}}{\vartheta _{00}(x)^{2}+\vartheta _{01}(x)^{2}}}\right]-{\frac {\vartheta _{00}(x)^{2}}{4x}}\right\}} | {\displaystyle \vartheta _{01}(x)}                                                                 |
| {\displaystyle \vartheta _{00}(x)} | {\displaystyle x+2\sum _{n=1}^{\infty }{\frac {x^{n^{2}+1}}{n^{2}+1}}}                             |
| {\displaystyle \vartheta _{01}(x)} | {\displaystyle x+2\sum _{n=1}^{\infty }{\frac {(-1)^{n}x^{n^{2}+1}}{n^{2}+1}}}                     |
| {\displaystyle {\frac {\vartheta _{10}(x)\vartheta _{01}(x)^{4}}{4x\,\vartheta _{00}(x)}}} | {\displaystyle {\frac {\vartheta _{10}(x)}{\vartheta _{00}(x)}}}                                   |
| {\displaystyle {\frac {\vartheta _{10}(x)\vartheta _{00}(x)^{4}}{4x\,\vartheta _{01}(x)}}} | {\displaystyle {\frac {\vartheta _{10}(x)}{\vartheta _{01}(x)}}}                                   |
| {\displaystyle {\frac {\vartheta _{00}(x)^{5}-\vartheta _{00}(x)\vartheta _{01}(x)^{4}}{4x\,\vartheta _{01}(x)}}} | {\displaystyle {\frac {\vartheta _{00}(x)}{\vartheta _{01}(x)}}}                                   |
| {\displaystyle \vartheta _{00}{\bigl [}\exp(-x){\bigr ]}} | {\displaystyle x+\sum _{n=1}^{\infty }{\frac {2}{n^{2}}}{\bigl [}1-\exp(-n^{2}x){\bigr ]}}         |
| {\displaystyle \vartheta _{01}{\bigl [}\exp(-x){\bigr ]}} | {\displaystyle x+\sum _{n=1}^{\infty }{\frac {2}{n^{2}}}(-1)^{n}{\bigl [}1-\exp(-n^{2}x){\bigr ]}} |
| {\displaystyle \vartheta _{01}{\bigl [}\exp(-x){\bigr ]}^{2}} | {\displaystyle x+\sum _{n=1}^{\infty }{\frac {2}{n}}(-1)^{n}\operatorname {gd} (n\,x)}             |

## Polylogarithmische Funktionen
Die nicht elementaren Stammfunktionen von transzendenten Funktionen logarithmischer und arkusfunktionaler Art sowie die stammfunktionale Verkettung dieser Stammfunktionen werden als Polylogarithmen bezeichnet. Über den Rang der Polylogarithmen entscheiden die Indexzahlen in Fußnotenposition. Bei Indexzahl Zwei liegt der Dilogarithmus vor, welcher direkt als Ursprungsstammfunktion des elementar beschaffenen Monologarithmus hervorgeht. Die Linearkombinationen aus den Standard-Polylogarithmen werden Legendresche Chifunktionen genannt. Die Bestandteile der Stammfunktionskette von den Kreisbogenmaßfunktionen werden als Arkusfunktionsintegrale wie beispielsweise als Arkustangensintegrale und Arkussinusintegrale bezeichnet. Die imaginären Gegenstücke zu den Legendreschen Chifunktionen werden akkurat durch die Arkustangensintegrale der Standardform gebildet. Die Polylogarithmen aus Exponentialfunktionsausdrücken werden Debyesche Funktionen genannt und spielen bei der statistischen Thermodynamik die essentielle Hauptrolle unter den Funktionen.

### Polylogarithmen der Standardform
| Funktion {\displaystyle f(x)}                                            | Stammfunktion {\displaystyle F(x)} |
| ------------------------------------------------------------------------ | --- |
| {\displaystyle {\frac {1}{1-x}}}                                         | {\displaystyle \operatorname {Li} _{1}(x)=\ln \left({\frac {1}{1-x}}\right)} |
| {\displaystyle {\frac {1}{x}}\ln \left({\frac {1}{1-x}}\right)}          | {\displaystyle \operatorname {Li} _{2}(x)} |
| {\displaystyle {\frac {1}{x}}\operatorname {Li} _{2}(x)}                 | {\displaystyle \operatorname {Li} _{3}(x)} |
| {\displaystyle {\frac {1}{x}}\operatorname {Li} _{n}(x)}                 | {\displaystyle \operatorname {Li} _{n+1}(x)} |
| {\displaystyle {\frac {1}{x}}\ln \left({\frac {1}{1-x}}\right)^{2}}      | {\displaystyle 2\operatorname {Li} _{3}(x)+2\operatorname {Li} _{3}\left({\frac {x}{x-1}}\right)+2\operatorname {Li} _{1}(x)\operatorname {Li} _{2}(x)+{\frac {1}{3}}\operatorname {Li} _{1}(x)^{3}} |
| {\displaystyle {\frac {1}{x}}\operatorname {artanh} (x)}                 | {\displaystyle \chi _{2}(x)=\operatorname {Li} _{2}(x)-{\frac {1}{4}}\operatorname {Li} _{2}(x^{2})=\int _{0}^{1}{\frac {\arcsin(xy)}{\sqrt {1-y^{2}}}}\,\mathrm {d} y} |
| {\displaystyle {\frac {1}{x}}\chi _{2}(x)}                               | {\displaystyle \chi _{3}(x)=\operatorname {Li} _{3}(x)-{\frac {1}{8}}\operatorname {Li} _{3}(x^{2})} |
| {\displaystyle {\frac {\ln(tx+u)}{vx+w}}}                                | {\displaystyle {\frac {1}{v}}\ln \left({\frac {uv-tw}{v}}\right)\ln(vx+w)-{\frac {1}{v}}\operatorname {Li} _{2}\left(-t\,{\frac {vx+w}{uv-tw}}\right)} für den Fall {\displaystyle t>0\,\cap \,v>0\,\cap \,tw-uv<0}                                                                                       |
| {\displaystyle {\frac {\ln(tx+u)}{vx+w}}}                                | {\displaystyle {\frac {1}{v}}\ln \left(t\,{\frac {vx+w}{tw-uv}}\right)\ln(tx+u)+{\frac {1}{v}}\operatorname {Li} _{2}\left(-v\,{\frac {tx+u}{tw-uv}}\right)} für den Fall {\displaystyle t>0\,\cap \,v>0\,\cap \,tw-uv>0}                                                                                 |
| {\displaystyle {\frac {\operatorname {artanh} (x)}{x{\sqrt {1-x^{2}}}}}} | {\displaystyle 2\operatorname {Li} _{2}\left({\frac {x}{1+{\sqrt {1-x^{2}}}}}\right)-{\frac {1}{2}}\operatorname {Li} _{2}\left({\frac {1-{\sqrt {1-x^{2}}}}{1+{\sqrt {1-x^{2}}}}}\right)} |
| {\displaystyle {\frac {\operatorname {artanh} (x)}{x(1-x^{2})}}}         | {\displaystyle {\frac {1}{2}}\operatorname {Li} _{2}\left({\frac {2x}{x+1}}\right)+{\frac {1}{2}}\operatorname {artanh} (x)^{2}} |
| {\displaystyle {\frac {1}{x}}\operatorname {arsinh} (x)}                 | {\displaystyle {\frac {1}{2}}\operatorname {Li} _{2}\left[1-({\sqrt {x^{2}+1}}-x)^{2}\right]+{\frac {1}{2}}\operatorname {arsinh} (x)^{2}} |
| {\displaystyle {\frac {1}{x}}\operatorname {arsinh} (x)^{2}}             | {\displaystyle {\frac {1}{2}}\operatorname {Li} _{3}\left[1-({\sqrt {x^{2}+1}}-x)^{2}\right]+{\frac {1}{2}}\operatorname {Li} _{3}\left[1-({\sqrt {x^{2}+1}}+x)^{2}\right]+\operatorname {arsinh} (x)\operatorname {Li} _{2}\left[1-({\sqrt {x^{2}+1}}-x)^{2}\right]+\operatorname {arsinh} (x)^{3}}      |
| {\displaystyle {\frac {\operatorname {arsinh} (x)}{x{\sqrt {x^{2}+1}}}}} | {\displaystyle 2\operatorname {Li} _{2}\left({\frac {x}{{\sqrt {x^{2}+1}}+1}}\right)-{\frac {1}{2}}\operatorname {Li} _{2}\left({\frac {{\sqrt {x^{2}+1}}-1}{{\sqrt {x^{2}+1}}+1}}\right)=\int _{0}^{1}{\frac {\arctan(x{\sqrt {1-y^{2}}})}{\sqrt {1-y^{2}}}}\,\mathrm {d} y}                             |
| {\displaystyle {\frac {\operatorname {arsinh} (x)}{x(x^{2}+1)}}}         | {\displaystyle \operatorname {Li} _{2}\left({\frac {x}{\sqrt {x^{2}+1}}}\right)-{\frac {1}{4}}\operatorname {Li} _{2}\left({\frac {x^{2}}{x^{2}+1}}\right)=\operatorname {Li} _{2}\left[1-({\sqrt {x^{2}+1}}-x)^{2}\right]-{\frac {1}{4}}\operatorname {Li} _{2}\left[1-({\sqrt {x^{2}+1}}-x)^{4}\right]} |

### Arkustangensintegral und Arkussinusintegral
| Funktion {\displaystyle f(x)}                            | Stammfunktion {\displaystyle F(x)}                                                                                                |
| -------------------------------------------------------- | --- |
| {\displaystyle {\frac {1}{x}}\arctan(x)}                 | {\displaystyle \operatorname {Ti} _{2}(x)}                                                                                        |
| {\displaystyle {\frac {1}{x}}\operatorname {Ti} _{2}(x)} | {\displaystyle \operatorname {Ti} _{3}(x)}                                                                                        |
| {\displaystyle {\frac {\arctan(x)}{x{\sqrt {x^{2}+1}}}}} | {\displaystyle 2\operatorname {Ti} _{2}{\biggl (}{\frac {x}{{\sqrt {x^{2}+1}}+1}}{\biggr )}}                                      |
| {\displaystyle {\frac {\arctan(x)}{x(x^{2}+1)}}}         | {\displaystyle \int _{0}^{1}{\frac {\arctan(x)-{\sqrt {1-y^{2}}}\arctan(x{\sqrt {1-y^{2}}})}{y{\sqrt {1-y^{2}}}}}\,\mathrm {d} y} |

### Debyesche Funktionen
| Funktion {\displaystyle f(x)}                                | Stammfunktion {\displaystyle F(x)} |
| ------------------------------------------------------------ | --- |
| {\displaystyle {\frac {x^{n}}{\exp(x)-1}}}                   | {\displaystyle {\frac {1}{n}}x^{n}\,\mathrm {D} _{n}(x)} |
| {\displaystyle {\frac {x}{\exp(x)-1}}}                       | {\displaystyle x\,\mathrm {D} _{1}(x)=\operatorname {Li} _{2}[1-\exp(-x)]} |
| {\displaystyle {\frac {x^{2}}{\exp(x)-1}}}                   | {\displaystyle {\frac {1}{2}}x^{2}\,\mathrm {D} _{2}(x)=2\operatorname {Li} _{3}[1-\exp(-x)]+2\operatorname {Li} _{3}[1-\exp(x)]+2x\operatorname {Li} _{2}[1-\exp(-x)]+{\frac {1}{3}}x^{3}}                    |
| {\displaystyle {\frac {1}{x}}\operatorname {arsinh} (x)^{n}} | {\displaystyle {\frac {1}{n}}\operatorname {arsinh} (x)^{n}\,\mathrm {D} _{n}{\bigl [}2\operatorname {arsinh} (x){\bigr ]}+{\frac {1}{n+1}}\operatorname {arsinh} (x)^{n+1}}                                   |
| {\displaystyle {\frac {1}{x}}\operatorname {artanh} (x)^{n}} | {\displaystyle {\frac {1}{n}}\operatorname {artanh} (x)^{n}{\bigl \{}2\,\mathrm {D} _{n}{\bigl [}2\operatorname {artanh} (x){\bigr ]}-\mathrm {D} _{n}{\bigl [}4\operatorname {artanh} (x){\bigr ]}{\bigr \}}} |

### Riemannsche und Dirichletsche Funktionen
| Funktion {\displaystyle f(x)}                 | Stammfunktion {\displaystyle F(x)} |
| --------------------------------------------- | --- |
| {\displaystyle \zeta (x)-{\frac {x+1}{2x-2}}} | {\displaystyle \int _{0}^{\infty }{\frac {4(y^{2}+1)^{x/2}\arctan(y)-4\arctan(y)\cos[x\arctan(y)]-2\ln(y^{2}+1)\sin[x\arctan(y)]}{(y^{2}+1)^{x/2}[\ln(y^{2}+1)^{2}+4\arctan(y)^{2}]\exp(\pi y)\sinh(\pi y)}}\,\mathrm {d} y}    |
| {\displaystyle \lambda (x)-{\frac {x}{2x-2}}} | {\displaystyle \int _{0}^{\infty }{\frac {2(y^{2}+1)^{x/2}\arctan(y)-2\arctan(y)\cos[x\arctan(y)]-\ln(y^{2}+1)\sin[x\arctan(y)]}{(y^{2}+1)^{x/2}[\ln(y^{2}+1)^{2}+4\arctan(y)^{2}]\exp(\pi y/2)\sinh(\pi y/2)}}\,\mathrm {d} y} |
| {\displaystyle \eta (x)-{\frac {1}{2}}}       | {\displaystyle \int _{0}^{\infty }{\frac {4(y^{2}+1)^{x/2}\arctan(y)-4\arctan(y)\cos[x\arctan(y)]-2\ln(y^{2}+1)\sin[x\arctan(y)]}{(y^{2}+1)^{x/2}[\ln(y^{2}+1)^{2}+4\arctan(y)^{2}]\sinh(\pi y)}}\,\mathrm {d} y}               |
| {\displaystyle \beta (x)-{\frac {1}{2}}}      | {\displaystyle \int _{0}^{\infty }{\frac {2(y^{2}+1)^{x/2}\arctan(y)-2\arctan(y)\cos[x\arctan(y)]-\ln(y^{2}+1)\sin[x\arctan(y)]}{(y^{2}+1)^{x/2}[\ln(y^{2}+1)^{2}+4\arctan(y)^{2}]\sinh(\pi y/2)}}\,\mathrm {d} y}              |

## Sonstige

### Verallgemeinerte Integrationsregeln
| Funktion {\displaystyle f(x)}         | Stammfunktion {\displaystyle F(x)}           |
| ------------------------------------- | -------------------------------------------- |
| {\displaystyle {\frac {u'(x)}{u(x)}}} | {\displaystyle \ln \left\|u(x)\right\|}      |
| {\displaystyle u'(x)\cdot u(x)}       | {\displaystyle {\tfrac {1}{2}}(u(x))^{2}}    |
| {\displaystyle u'(x)\cdot (u(x))^{n}} | {\displaystyle {\frac {1}{n+1}}(u(x))^{n+1}} |

### Lambertsche W-Funktion und invertierte Langevin-Funktion
| Funktion {\displaystyle f(x)} | Stammfunktion {\displaystyle F(x)}                                             |
| --- | ------------------------------------------------------------------------------ |
| {\displaystyle {\frac {1}{\exp[W(x)]+x}}} | {\displaystyle W(x)}                                                           |
| {\displaystyle W(x)={\frac {1}{\pi }}\int _{-\infty }^{\infty }{\frac {1}{y^{2}+1}}\ln {\biggl \{}1+{\frac {x\exp {\bigl [}y\operatorname {arccot}(y){\bigr ]}}{{\sqrt {y^{2}+1}}\,\operatorname {arccot}(y)}}{\biggr \}}\,\mathrm {d} y} | {\displaystyle \exp {\bigl [}W(x){\bigr ]}{\bigl [}W(x)^{2}-W(x)+1{\bigr ]}-1} |
| {\displaystyle {\frac {1}{W(x)+1}}=\int _{-\infty }^{\infty }{\frac {1}{[x\exp(y)-y]^{2}+\pi ^{2}}}\mathrm {d} y} | {\displaystyle \exp {\bigl [}W(x){\bigr ]}={\frac {x}{W(x)}}}                  |
| {\displaystyle {\frac {L^{\langle -1\rangle }(x)^{2}}{1-L^{\langle -1\rangle }(x)^{2}\operatorname {csch} {\bigl [}L^{\langle -1\rangle }(x){\bigr ]}^{2}}}}                                                                              | {\displaystyle L^{\langle -1\rangle }(x)}                                      |

### Integralexponential- und Integrallogarithmusfunktion
Die Integralexponentialfunktion und der Integrallogarithmus sind nicht elementar lösbar. Deswegen wird in den Stammfunktionen zusätzlich die Reihenentwicklung angegeben. Die als Integrationskonstante auftretende Konstante {\displaystyle \gamma } ist die Euler-Mascheroni-Konstante.
| Funktion {\displaystyle f(x)}                                    | Stammfunktion {\displaystyle F(x)} |
| ---------------------------------------------------------------- | --- |
| {\displaystyle {\frac {1}{x}}e^{x}}                              | {\displaystyle \operatorname {Ei} (x)=\gamma +\ln \left\|x\right\|+\sum _{k=1}^{\infty }{\frac {x^{k}}{k!\cdot k}}} |
| {\displaystyle {\frac {1}{x^{n}}}e^{x}\quad (n\in \mathbb {N} )} | {\displaystyle \left(-\sum _{k=1}^{n-1}{\frac {(k-1)!}{(n-1)!}}x^{-k}\right)\cdot e^{x}+\operatorname {Ei} (x)=-\sum _{k=1}^{n-1}{\frac {x^{-(n-k)}}{(n-k)\cdot (k-1)!}}+{\frac {\ln \|x\|}{(n-1)!}}+\sum _{k=0}^{\infty }{\frac {x^{k+1}}{(k+1)\cdot (n+k)!}}} |
| {\displaystyle \log _{x}(e)={\frac {1}{\ln(x)}}}                 | {\displaystyle \operatorname {li} (x)=\operatorname {Ei} (\ln(x))=\gamma +\ln \left\|\ln x\right\|+\sum _{k=1}^{\infty }{\frac {(\ln x)^{k}}{k\cdot k!}}} |
| {\displaystyle \log _{x}(a)={\frac {\ln(a)}{\ln(x)}}}            | {\displaystyle \ln(a)\cdot \operatorname {li} (x)} |
| {\displaystyle \ln(x)\cdot e^{x}\quad (x>0)}                     | {\displaystyle \ln(x)\cdot e^{x}-\operatorname {Ei} (x)} |
| {\displaystyle \ln \left\|\ln x\right\|\quad (x>0,x\neq 1)}      | {\displaystyle \ln \left\|\ln x\right\|-\operatorname {li} (x)} |

### Integralkreisfunktionen und Gaußsches Fehlerintegral
| Funktion {\displaystyle f(x)}               | Stammfunktion {\displaystyle F(x)} |
| ------------------------------------------- | --- |
| {\displaystyle {\frac {1}{x}}\sin(x)}       | {\displaystyle \operatorname {Si} (x)={\frac {\pi }{2}}-\cos(x)\int _{0}^{\infty }{\frac {\exp(-xy)}{y^{2}+1}}\,\mathrm {d} y-\sin(x)\int _{0}^{\infty }{\frac {y\exp(-xy)}{y^{2}+1}}\,\mathrm {d} y} |
| {\displaystyle {\frac {1}{x}}\cos(x)}       | {\displaystyle \operatorname {Ci} (x)=\sin(x)\int _{0}^{\infty }{\frac {\exp(-xy)}{y^{2}+1}}\,\mathrm {d} y-\cos(x)\int _{0}^{\infty }{\frac {y\exp(-xy)}{y^{2}+1}}\,\mathrm {d} y}                   |
| {\displaystyle \mathrm {e} ^{-x^{2}}}       | {\displaystyle {\frac {\sqrt {\pi }}{2}}\operatorname {erf} (x)={\frac {2}{{\sqrt {\pi }}\operatorname {erf} (x)}}\int _{0}^{1}{\frac {1-\exp[-x^{2}(y^{2}+1)]}{y^{2}+1}}\,\mathrm {d} y}             |
| {\displaystyle \mathrm {e} ^{-ax^{2}+bx+c}} | {\displaystyle {\frac {\sqrt {\pi }}{2{\sqrt {a}}}}\mathrm {e} ^{{\frac {b^{2}}{4a}}+c}\operatorname {erf} \left({\sqrt {a}}x-{\frac {b}{2{\sqrt {a}}}}\right)}                                       |

### Gammafunktion und Polygammafunktionen
| Funktion {\displaystyle f(x)}                                                    | Stammfunktion {\displaystyle F(x)} |
| -------------------------------------------------------------------------------- | --- |
| {\displaystyle \Pi (x)=\Gamma (x+1)=x!}                                          | {\displaystyle \int _{0}^{\infty }{\frac {y^{x}-1}{\ln(y)\exp(y)}}\,\mathrm {d} y} |
| {\displaystyle \ln {\bigl [}\Pi (x){\bigr ]}=\ln {\bigl [}\Gamma (x+1){\bigr ]}} | {\displaystyle \ln {\bigl [}\operatorname {hf} (x){\bigr ]}-{\frac {x}{2}}{\bigl [}x+1-\ln(2\,\pi ){\bigr ]}=(x+1)\ln {\bigl [}\Pi (x){\bigr ]}-\ln {\bigl [}\operatorname {sf} (x){\bigr ]}-{\frac {x}{2}}{\bigl [}x+1-\ln(2\,\pi ){\bigr ]}}   |
| {\displaystyle \mathrm {H} (x)=\gamma +\psi (x+1)}                               | {\displaystyle \gamma x+\ln {\bigl [}\Pi (x){\bigr ]}=\sum _{n=1}^{\infty }{\biggl [}{\frac {x}{n}}-\ln {\biggl (}1+{\frac {x}{n}}{\biggr )}{\biggr ]}=\int _{0}^{\infty }{\frac {\exp(-xy)+xy-1}{y{\bigl [}\exp(y)-1{\bigr ]}}}\,\mathrm {d} y} |
| {\displaystyle \psi _{1}(x+1)=\sum _{n=1}^{\infty }{\frac {1}{(x+n)^{2}}}}       | {\displaystyle \mathrm {H} (x)} |

### Besselsche Funktionen und Airysche Funktionen
| Funktion {\displaystyle f(x)}                                                                    | Stammfunktion {\displaystyle F(x)} |
| ------------------------------------------------------------------------------------------------ | --- |
| {\displaystyle \mathrm {I} _{0}(x)=\sum _{n=0}^{\infty }{\frac {x^{2n}}{4^{n}(n!)^{2}}}}         | {\displaystyle \int _{0}^{\pi }{\frac {1}{\pi }}\csc(y)\sinh {\bigl [}x\sin(y){\bigr ]}\,\mathrm {d} y} |
| {\displaystyle \mathrm {J} _{0}(x)=\sum _{n=0}^{\infty }{\frac {(-1)^{n}x^{2n}}{4^{n}(n!)^{2}}}} | {\displaystyle \int _{0}^{\pi }{\frac {1}{\pi }}\csc(y)\sin {\bigl [}x\sin(y){\bigr ]}\,\mathrm {d} y} |
| {\displaystyle \mathrm {Ai} (x)}                                                                 | {\displaystyle \int _{0}^{\infty }{\frac {1}{\pi \,y}}\left[\sin \left({\tfrac {1}{3}}y^{3}+xy\right)-\sin \left({\tfrac {1}{3}}y^{3}\right)\right]\,\mathrm {d} y}                                                                                    |
| {\displaystyle \mathrm {Bi} (x)}                                                                 | {\displaystyle \int _{0}^{\infty }{\frac {1}{\pi \,y}}\left[\exp \left(-{\tfrac {1}{3}}y^{3}+xy\right)-\exp \left(-{\tfrac {1}{3}}y^{3}\right)-\cos \left({\tfrac {1}{3}}y^{3}+xy\right)+\cos \left({\tfrac {1}{3}}y^{3}\right)\right]\,\mathrm {d} y} |

1. 1 2  {\displaystyle \operatorname {erf} } ist die Fehlerfunktion
2. ↑  {\displaystyle \mathrm {H} } ist die Harmonische Reihe

## Rekursionsformeln für weitere Stammfunktionen
- {\displaystyle \int {\frac {1}{(x^{2}+1)^{n}}}\,\mathrm {d} x={\frac {1}{2n-2}}\cdot {\frac {x}{(x^{2}+1)^{n-1}}}+{\frac {2n-3}{2n-2}}\cdot \int {\frac {1}{(x^{2}+1)^{n-1}}}\,\mathrm {d} x,\quad n\geq 2}
- {\displaystyle \int \sin ^{n}(x)\,\mathrm {d} x={\frac {n-1}{n}}\cdot \int \sin ^{n-2}(x)\,\mathrm {d} x-{\frac {1}{n}}\cdot \cos(x)\cdot \sin ^{n-1}(x),\quad n\geq 2}
- {\displaystyle \int \cos ^{n}(x)\,\mathrm {d} x={\frac {n-1}{n}}\cdot \int \cos ^{n-2}(x)\,\mathrm {d} x+{\frac {1}{n}}\cdot \sin(x)\cdot \cos ^{n-1}(x),\quad n\geq 2}

## Multiplikation von Stammfunktionen
Für die Multiplikation zweier Stammfunktionen kann der Satz von Fubini in Kombination mit der Produktregel angewendet werden:
{\displaystyle {\biggl [}\int _{0}^{w}f(x)\,\mathrm {d} x{\biggr ]}{\biggl [}\int _{0}^{w}g(x)\,\mathrm {d} x{\biggr ]}=\int _{0}^{1}\int _{0}^{w}xf(x)g(xy)+xg(x)f(xy)\,\mathrm {d} x\,\mathrm {d} y}